# 언데드 (2003년 영화)
《언데드》(영어: Undead)는 2003년 공개된 오스트레일리아의 좀비 SF 코미디 공포 영화이다.

## 줄거리
지역 미인 대회 우승자 러네이는 은행에 농장을 잃고 작은 버클리 마을을 떠나려 한다. 그때 근처에 이상한 운석들이 떨어지면서 주민들이 좀비로 변하기 시작한다. 러네이는 총기광이자 외계생명에게 납치된 경험이 있는 매리언의 집에 피신한다. 매리언은 많은 총과 지하 낙진 대피소를 가지고 있지만, 식량과 물은 전혀 준비해 두지 못했다.
일행은 생필품을 구하러 나갔다가 좀비들과 마주치고, 매리언이 좀비 머리를 쏘면서 이 방식으로 좀비들을 제압할 수 있다는 것을 알게 된다. 이들은 집을 버리고 매리언의 밴을 타고 탈출하려 하지만, 마을 전체를 둘러싼 거대한 장벽을 발견한다. 매리언은 이 장벽이 자신을 납치했던 외계인 짓이라고 주장한다. 게다가 주기적으로 산성비가 내려 이들은 비에 젖지 않도록 조심한다.
이후 이들은 빛나는 후드를 쓴 인물들과 마주치고, 일행은 한 명씩 죽거나 하늘로 끌려 올라간다. 결국 러네이만 남게 되고, 외계인들은 그녀에게 비와 같은 화학 물질을 뿌린다. 이 물질은 좀비 감염을 치료하는 약이었고, 외계인들은 좀비 감염이 확산되는 것을 막기 위해 온 것이며, “납치된” 사람들은 구름 위에서 안전하게 가사 상태로 있었던 것이다. 외계인들은 임무를 마쳤다고 여기고 떠난다. 하지만 죽은 줄 알았던 웨인이 비행기를 타고 탈출한다.
부상자들이 병원으로 옮겨진 뒤 좀비가 된 웨인이 매리언을 감염시키고 다시 전염병이 퍼지기 시작한다. 영화는 살아남은 사람들이 러네이의 농장에 머물고 있음을 보여주며 끝난다. 마지막 장면은 좀비가 된 버클리 주민들이 농장 인근의 울타리로 둘러싸인 구역 안에 갇혀 있는 모습을 비춘다. 러네이는 4연발 산탄총으로 무장하고 방독면을 쓰고 외계인의 귀환을 기다린다.

## 출연진
- 펄리시티 메이슨
- 멍고 매케이
- 롭 젱킨스
- 리사 커닝햄
- 더크 헌터
- 에마 랜들
- 노엘 셰리든
- 게이너 웬즐리
- 스티븐 오도널

## 기타 제작진
- 배역: 벤 파킨슨
- 미술: 매슈 퍼틀런드
- 특수 효과: 피터 스피리그, 마이클 스피리그

## 같이 보기
- 오스트레일리아 영화